# Lokomotiv Biləcəri Voleybol Klubu
Il Lokomotiv Biləcəri Voleybol Klubu è una società pallavolistica femminile azera, con sede a Baku: milita nel massimo campionato azero, la Superliqa. Si tratta della seconda squadra del Lokomotiv Bakı Voleybol Klubu.

## Storia della società
Il Lokomotiv Biləcəri Voleybol Klubu viene fondato nel 2011 come seconda squadra del Lokomotiv Bakı Voleybol Klubu, in cui far giocare le riserve ed i talenti del vivaio. Fa il suo esordio in Superliqaeague nell'edizione 2011-12, classificandosi al settimo ed ultimo posto e vincendo appena un set nel corso dell'intera stagione.

## Rosa 2012-2013
| N° | Nome               | Ruolo | Data di nascita   | Nazionalità sportiva |
| -- | ------------------ | ----- | ----------------- | -------------------- |
| -  | John Nicolakis     | All   |                   | Grecia               |
| 3  | Anita Bredis       | P     | 27 gennaio 1992   | Azerbaigian          |
| 4  | Anna Kudakova      | C     | 23 gennaio 1988   | Ucraina              |
| 6  | Ayşən Əbdüləzimova | C     | 11 aprile 1993    | Azerbaigian          |
| 7  | Julija Makarenko   | S     | 26 settembre 1992 | Russia               |
| 10 | Olena Yakimchuk    | S     |                   |                      |
| 11 | Ekaterina Jidkova  | S/O   | 28 settembre 1989 | Azerbaigian          |
| 12 | Irina Makarenko    | P     | 26 settembre 1992 | Russia               |
| 15 | Anna Popova        | S     | 11 febbraio 1990  | Russia               |
| 16 | Elina Abbasova     | L     | 16 giugno 1982    | Azerbaigian          |
| ?  | Mari Mendes        | S/O   | 13 gennaio 1984   | Brasile              |